# 香洋里
香洋里位於臺灣臺南市關廟區，與關廟里、山西里同為「廟街仔」三里之一，位居關廟區的心臟地帶:410:181。關廟區公所、農會均設在此里，另外還有公有零售市場、夜市及黃昏市場，是關廟的政治與商業中心:410:181。里名由來可追溯到明鄭時期的「小香洋民社」，過去曾有「香洋春褥」的景觀:410:181。

## 沿革

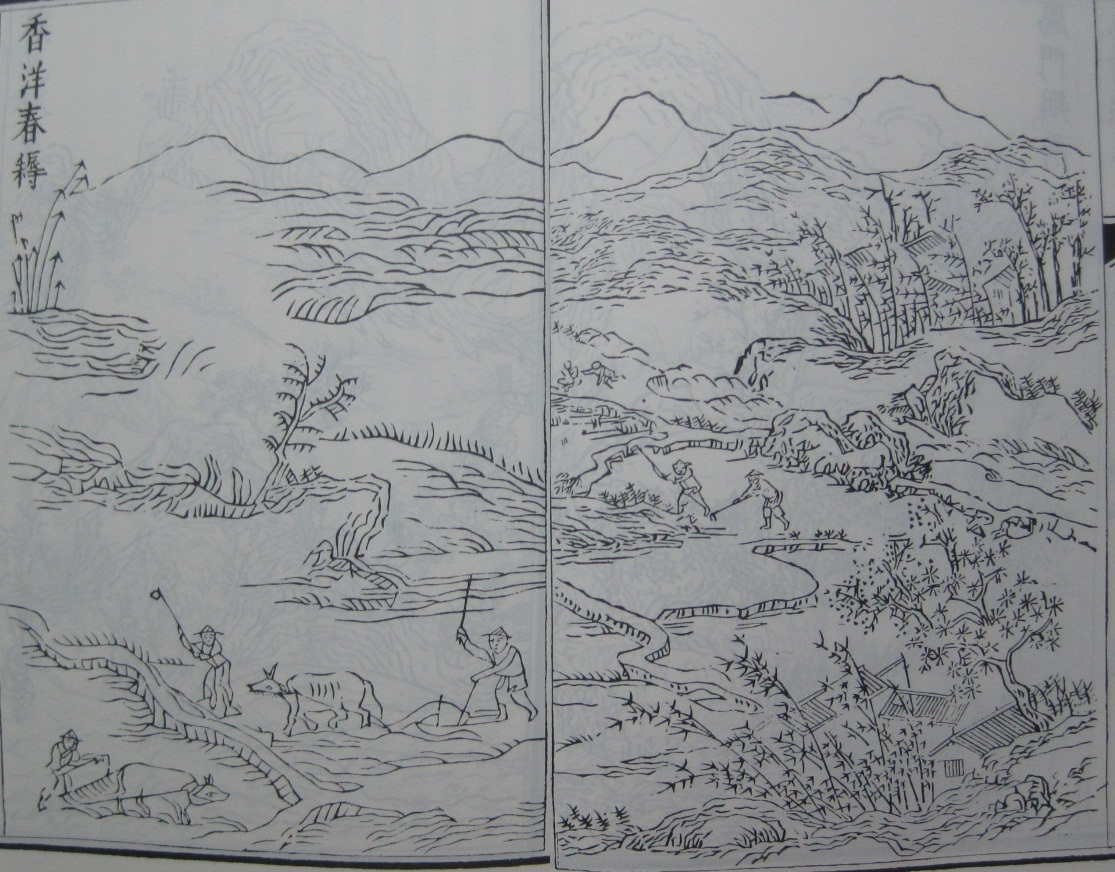
香洋春褥

香洋里一帶在明鄭時期已有「小香洋民社」的存在，清乾隆時期改稱「香洋仔庄」，後來在日治時期是關廟11保中的第3保:181:410。二次大戰後，先是稱作關廟第三村，後改為香洋村，之後於2010年因臺南縣市合併升格而改為香洋里:182。

## 首長
以下列出關廟鄉與關廟區時期的歷屆村長與里長:182：
| 屆次   | 姓名   | 任期                     | 備註                                                     |
| ------ | ------ | ------------------------ | -------------------------------------------------------- |
| 香洋村 |        |                          |                                                          |
| 1      | 林火   | 1946年3月─1948年3月      | 當時稱作關廟第三村，且村長是由村民大會選出:182。         |
| 2      | 盧振良 | 1948年4月─1950年9月      | 村名改為香洋村:182。                                     |
| 3      | 盧振良 | 1950年9月─1952年12月     | 村長改為全村投票選出:182。                               |
| 4      | 盧振良 | 1953年1月─1953年8月19日  | 1953年8月19日辭職，補選由余立當選，任期到1955年5月:182。 |
| 5      | 盧振良 | 1955年6月─1958年5月      | 本屆起村長任期改為3年:182。                              |
| 6      | 盧振良 | 1958年6月─1961年5月      |                                                          |
| 7      | 盧振良 | 1961年6月─1965年5月      | 本屆起村長任期改為4年。                                  |
| 8      | 盧義謀 | 1965年6月─1969年5月      |                                                          |
| 9      | 盧昆賢 | 1969年6月─1973年10月     |                                                          |
| 10     | 盧昆賢 | 1973年11月─1978年7月     |                                                          |
| 11     | 徐良元 | 1978年8月─1982年7月      |                                                          |
| 12     | 徐良元 | 1982年8月─1986年7月      |                                                          |
| 13     | 徐良元 | 1986年8月─1990年7月      |                                                          |
| 14     | 盧建萬 | 1990年8月─1994年7月      |                                                          |
| 15     | 盧建萬 | 1994年8月─1998年7月      |                                                          |
| 16     | 盧添登 | 1998年8月─2002年7月      |                                                          |
| 17     | 盧添登 | 2002年8月─2006年7月      |                                                          |
| 18     | 盧添登 | 2006年8月─2010年12月24日 | 因配合臺南縣市合併升格，任期延長:202。                   |
| 香洋里 |        |                          |                                                          |
| 1      | 盧添登 | 2010年12月─2014年12月    |                                                          |
| 2      | 盧添登 | 2014年12月─現任          |                                                          |